# François Henri Robert Jules Capdepont
François Henri Robert Jules Capdepont (28 avril 1864-14 mars 1932) est un général de division français associé à la Première Guerre mondiale.

## Biographie
Il est le fils d'un officier de carrière qui était employé comme chef de Bureau Arabe lors de sa naissance. Il fut admis à Sant-Cyr en 1883. Il suivit également les cours de l'École supérieure de Guerre de 1891 à 1893 et en sortit breveté d'état-major.

### Grades
- 27/03/1913 : colonel
- 15/02/1915 : général de brigade
- 18/05/1917 : général de division

### Postes
- 21/04/1911 : chef du cabinet militaire du gouverneur général de l'Algérie
- 27/03/1913 : commandant du 34 régiment d'infanterie.
- 13/09/1914 : commandant de la 76e Brigade d'Infanterie
- 21/03/1915 : commandant de la  48e Division d'Infanterie
- 15/09/1916 : en congé de repos de trois mois.
- 15/12/1916 : en disponibilité.
- 08/02/1917 : commandant de la division d'Alger
- 01/07/1917 : en disponibilité.
- 05/07/1917 : en stage de commandement à la  Ve Armée
- 10/07/1917 : commandant de la  22e Division d'Infanterie
- 29/03/1918 : en congé de repos d'un mois.
- 29/04/1918 : placé dans la section de réserve.
- 07/05/1918 : adjoint au  général Archinard chef de la mission militaire Franco-Polonaise et inspecteur des Troupes polonaises à l'intérieur.
- 01/06/1919 : replacé dans la section de réserve.
- 31/07/1920 : annulation du décret du 29/04/1918 et replacé en activité à compter du 29/04/1918.
- 31/07/1920 : en disponibilité.
- 24/03/1921 : commandant de la  4e Division d'Infanterie
- 01/07/1921 : replacé dans la section de réserve

## Distinctions

### Décorations françaises
- Grand officier de la Légion d'honneur (décret du 7 juillet 1927)
  -  Commandeur de la Légion d'honneur (décret du 16 juin 1920)
  -  Officier de la Légion d'honneur (30 décembre 1914)
  -  Chevalier de la Légion d'honneur (12 juillet 1905)
- Croix de Guerre 1914-1918 (1 palme)
- Médaille interalliée 1914-1918
- Médaille commémorative de la guerre 1914-1918

### Décorations étrangères
- Commandeur de l'Ordre de Léopold ( Belgique)
- Commandeur du Nichan Iftikhar ( France /  Tunisie
- Croix de la Valeur ( Pologne)
- : Ve classe de l'ordre de la Virtuti Militari (1921) ( Pologne)[1]
- Ordre de l’Épée ( Suède)
- Grand officier de l'Ordre de Saint-Alexandre ( Royaume de Bulgarie)